# Mariscal Santa Cruz

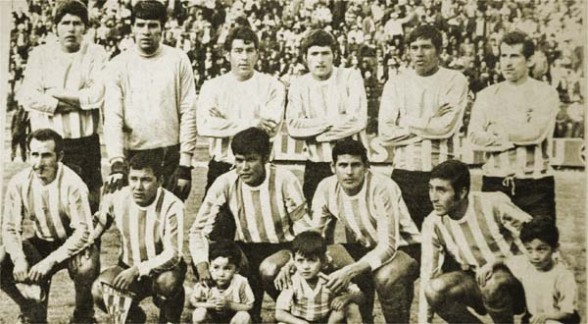
A equipe que conquistoula Recopa Sul-Americana de Clubes de 1970.

O Club Mariscal Santa Cruz foi um clube de futebol da cidade de La Paz, na Bolívia. Foi fundado em 17 de julho de 1923 e extinto em 1976. 

## História
O clube foi fundado em 17 de julho de 1923 com o nome de Northern Football Club. Em 1965 passou a se chamar Clube Mariscal Santa Cruz em homenagem ao Marechal Andrés de Santa Cruz, ex-presidente do Peru e da Bolívia, quando o clube foi vendido às Forças Armadas Bolivianas devido a problemas financeiros.
O time alternou campanhas na Copa Simón Bolívar, que era a categoria mais alta do futebol boliviano, com outras na Segunda Divisão. Também jogou na associação de futebol de La Paz, liga semiprofissional de La Paz, entre 1950, ano de sua criação, e 1976, quando o clube desapareceu.
Sua única participação em uma competição continental oficial da CONMEBOL foi na Copa Sul-Americana de Clubes Vencedores de Copas de 1970, vencendo seu grupo e depois derrotando o Club Deportivo El Nacional do Equador na final, tornando-os até hoje o único time boliviano que ganhou uma competição continental oficial da Confederação Sul-Americana de Futebol CONMEBOL.
Em 1976 a equipe foi dissolvida por ordem do então Presidente de Fato da Bolívia, General Hugo Banzer.

## Uniforme
- Uniforme titular: Camiseta listrada branca e azul, calção preto, meias pretas.
- Uniforme reserva: Camiseta branca, calção branco, meias brancas.

## Estádio
Disputavam seus jogos como mandantes no Estádio Hernando Siles, em La Paz, o maior do país. Inaugurado em 1931, o local tem capacidade para 45.143 espectadores e já sediou três Copa América e inúmeras partidas das eliminatórias da Copa do Mundo da FIFA.
O estádio está localizado no bairro de Miraflores, a uma altitude de 3.601 metros acima do nível do mar, o que o torna um dos estádios profissionais mais altos do mundo.

## Rankings
Ranking da IFFHS
- Classificação sul-americana do século 20: 48º

## Dados do clube

### Denominações
Ao longo de sua história, o clube viu seu nome mudar por diversas circunstâncias até o de Clube Mariscal Santa Cruz, em vigor desde 1965. O clube foi fundado com o nome oficial de "Northern Football Club", mas seu nome foi modificado por uma razão ou outra.
Os diferentes nomes que o clube teve ao longo de sua história estão listados abaixo:
- Northern Football Club (1923-1964)
- Clube Mariscal Santa Cruz (1965-1976)

### Estatisticas
- Temporadas na Primeira Divisão: 4. (1956, 1958, 1969, 1975).
- Melhor colocação na Primeira Divisão: 4º (1969).
- Pior colocação da Primeira Divisão: 12º (1958).
- Melhor lugar na Associação de Futebol La Paz: 3º (1968, 1969, 1970 e 1976).

### Títulos
- Segunda Divisão de La Paz 1966.
- Recopa Sul-Americana de Clubes de 1970